# José Pérez Gil
José Pérez Gil (Cabdet, Albacete, 18 de setembre de 1918 - Alacant, 29 de desembre de 1998), altrament conegut com a Pérezgil, va ser un pintor espanyol, on sobresurten de la seva producció els paisatges d'Oriola, Monòver i Altea.
Va residir a Cabdet fins als sis anys, quan es traslladà amb els seus pares a Alacant on va tenir els primers contactes amb la pintura. Més endavant, l'any 1941, va ser becat per la Diputació d'Alacant per estudiar a l'Escuela de Bellas Artes de San Fernando de Madrid. Va finalitzar els estudis a Suïssa i França. Entre els anys 1949 i 1960 va ser el director de l'Escola Professional de Belles Arts de la ciutat d'Alacant. La Fundació March el va becar per viatjar a Itàlia el 1960.
El 1978 va ser nomenat fill il·lustre de Cabdet i el 1979 fill adoptiu de la ciutat d'Alacant.
Durant els anys 1979 a 1983 José Ramón Clementeva realitzar una col·lecció d'audiovisuals filmats en super-8 per a l'antecessor de l'actual Institut Alacantí de Cultura Juan Gil-Albert, com a protagonistes -a més del mateix Perezgil- a Miquel Abad Miró, Manuel Baeza, Vicente i Daniel Bañuls, Gastó Castelló i Bravo, José Antonio Cía Martínez, M. González Santana, Polín Laporta, Sixto Marco Marco, Enrique Lledó, F. Pérez Pizarro, R. Ruiz Morante i Emilio Varela.